# Goboea copiosana
Goboea copiosana es una especie de polilla de la familia Tortricidae. Se encuentra en Australia.